# Třebovice v Čechách (nádraží)
Třebovice v Čechách (do roku 1922 Třebovice, německy Triebitz) je železniční stanice v obci Třebovice v okrese Ústí nad Orlicí.

## Popis
Stanice se nachází v nadmořské výšce 420 m na železniční trati Česká Třebová – Přerov, v km 6,232. Ze stanice odbočuje železniční trať do Chornic. V rámci železničního uzlu Česká Třebová jsou též mezi Českou Třebovou a Třebovicí dvě další krátké (veřejné) železniční tratě bez pravidelné osobní dopravy: trať Třebovice v Čechách – Česká Třebová odj. sk. (7,8 km) a trať Třebovice v Čechách – Česká Třebová vj. sk. (2,2 km).

## Historie
Železniční stanice Třebovice byla postavena na olomoucko–pražské dráze společností Severní státní dráha. Stanice se třemi kolejemi byla zařazena do IV. třídy a postavena před západní ústí Třebovického tunelu v roce 1844. Architekt Anton Jüngling navrhl výpravní budovu jako stavbu s vyšší střední části a přízemními postranními křídly. Střední část tvořila vodárenská věž. Střechy byly sedlové. V roce 1864 bylo rozhodnuto tunel opustit, postavit přeložku vedenou na povrchu a železniční stanici přiblížit do blízkosti Třebovice. Původní staniční budova byla upravena na obytný dům, k tomuto účelu slouží dodnes (Třebovice č. p. 197).
Na novém místě byla postavena přízemní hrázděná staniční budova. V roce 1889 společnost Moravská západní dráha postavila novou drážní budovu, dva obytné domy, skladiště, kruhovou točnu a vodárnu. Projekt staveb vypracovalo c. k. generální ředitelství státních drah. Výpravní budova byla patrová stavba se středním dvouosým rizalitem s trojúhelníkovým štítem. Objekt byl zastřešen sedlovou střechou. V padesátých letech 20. století byla provedena nadstavba pro získání obytného půdního prostoru a přistavěna přízemní část určená pro veřejnost.
Ve stanici se dochovala patrová vodárenská věž s bedněným pláštěm v patře a s přistavěným přízemním křídlem k západní straně. V křídle byl byt pro strážníka, který měl i venkovní zděnou pec.